# Plectris cylindriformis
Plectris cylindriformis är en skalbaggsart som beskrevs av Frey 1967. Plectris cylindriformis ingår i släktet Plectris och familjen Melolonthidae. Inga underarter finns listade i Catalogue of Life.